# Ноткер (епископ)
Ноткер (на немски: Notker, Notger; † 10 април 1008, Лиеж) е от 972 до 1008 г. епископ на Лиеж.

## Управление
Нотгер управлява превъзходно своята диоцеза и помага на училищата. Той се ползва с голямо уважение при императорите и папите по неговото време.
Погребан е в църквата „Св. Жан“ в Лиеж. Той е беатифициран и е честван на 9 и 10 април.

## Галерия
- Ноткер от Лиеж (1810 – 1887)
- „Св. Жан“, Лиеж